# يوسيفوس عن يسوع
تحتوي المخطوطات الموجودة لكتاب عاديات اليهود، التي كتبها المؤرخ اليهودي من القرن الأول يوسيفوس فلافيوس نحو 93- 94م على إشارتين إلى يسوع الناصري وإشارة واحدة إلى يوحنا المعمدان.
تنص الإشارة الأولى والأشمل إلى يسوع في العاديات، والموجودة في الكتاب الثامن عشر، إلى أن يسوع كان الماشيح ومعلمًا حكيمًا صلبه بيلاطس البنطي. تشيع تسميتها بالشهادة الفلافيانية. يرفض جميع الباحثين المعاصرين تقريبًا صحة هذا المقطع في شكله الحالي، بينما يرى معظم الباحثين أنه يحتوي نواة حقيقية تشير إلى حياة يسوع وإعدامه على يد بيلاطس، الذي كان يخضع آنذاك للاستيفاء أو التعديل المسيحي. لكن الطبيعة الدقيقة ومدى الإضافة المسيحية ما تزال غير واضحة.
أقرّت الدراسات الحديثة إلى حد كبير بصحة الإشارة الثانية إلى يسوع في العاديات، والموجودة في الكتاب العشرين الفصل التاسع، والتي تذكر «شقيق يسوع، الذي كان يُدعى المسيح، واسمه يعقوب». تُعد هذه الإشارة أكثر أصالة من الشهادة.
يعد جميع الباحثين المعاصرين تقريبًا الإشارة في الكتاب الثامن عشر الفصل الخامس من العاديات إلى سجن يوحنا المعمدان وموته حقيقة أيضًا وليست إقحامًا مسيحيًا. ثمة عدد من الاختلافات بين تصريحات يوسيفوس فيما يتعلق بوفاة يوحنا المعمدان وروايات العهد الجديد. ينظر الباحثون عمومًا إلى هذه الاختلافات على أنها مؤشرات على أن مقاطع يوسيفوس ليست إقحامًا، إذ من الممكن أن يكون المحرف المسيحي قد جعلها تتوافق مع روايات العهد الجديد، ولا تختلف عنها. قدم الباحثون تفسيرات لإدراجها في أعمال يوسيفوس اللاحقة.

## المخطوطات الموجودة
كتب يوسيفوس جميع أعماله الباقية بعد استقراره في روما (نحو عام 71م) تحت رعاية الإمبراطور الفلافياني فسبازيان. كما يشيع في النصوص القديمة، لا توجد مخطوطات معروفة لأعمال يوسيفوس يمكن تأريخها قبل القرن الحادي عشر، وقد نسخ الرهبان المسيحيون أقدم المخطوطات الباقية. من غير المعروف ما إن كان اليهود قد احتفظوا بكتابات يوسيفوس، ربما لأنه كان يُعد خائنًا، و/ أو لأن أعماله كانت متداولة باللغة اليونانية، والتي انخفض استخدامها بين اليهود بعد فترة وجيزة من عهد يوسيفوس.
ثمة نحو 120 مخطوطة يونانية موجودة ليوسيفوس، منها 33 مخطوطة تعود إلى ما قبل القرن الرابع عشر، وثلثاها من فترة الكومينيين. أقدم مخطوطة يونانية باقية تضم الشهادة هي مخطوطة أمبروسيانوس 370 (إف 128) التي تعود إلى القرن الحادي عشر، والمحفوظة في مكتبة الأمبروزيانا في ميلانو، والتي تضم النصف الثاني كله تقريبًا من العاديات. ثمة نحو 170 ترجمة لاتينية موجودة ليوسيفوس، يرجع بعضها إلى القرن السادس. وفقًا للويس فيلدمان، فقد ثبت أنها مفيدة جدًا في إعادة بناء نصوص يوسيفوس من خلال المقارنات مع المخطوطات اليونانية، وتأكيد الأسماء الصحيحة وسد الثغرات. كان أحد أسباب نسخ المسيحيين لأعمال يوسيفوس واحتفاظهم بها هو أن كتاباته قدمت قدرًا كبيرًا من المعلومات عن عدد من الشخصيات المذكورة في العهد الجديد، وخلفية أحداث مثل وفاة يعقوب في خلال فجوة في السلطة الحاكمة الرومانية.

### نسخة يوسيفوس السلافونية
لا تظهر الإشارات الثلاث الموجودة في الكتاب الثامن عشر والعشرين من العاديات في أي نسخة أخرى من كتاب يوسيفوس الحرب اليهودية، باستثناء النسخة السلافونية من الشهادة الفلافيانية (وتُسمى أحيانًا بالشهادة السلافونية) والتي ظهرت في الغرب في بداية القرن العشرين، بعد اكتشافها في روسيا في نهاية القرن التاسع عشر.
رغم أنها امتُدحت في البداية على أنها أصيلة (ولا سيما من قبل روبرت إيسلر)، صار الآن من المعترف به عالميًا تقريبًا لدى العلماء أنها كانت نتاجًا لإبداع القرن الحادي عشر باعتبارها جزءًا من صراع أيديولوجي أكبر ضد الخزر. نتيجة لذلك، لا مكانة كبيرة لها في الجدل الدائر حول أصالة الإشارت إلى يسوع وطبيعتها في العاديات. صرح كريغ أيه. إيفانز أنه على الرغم من أن بعض العلماء قد دعموا في الماضي نسخة يوسيفوس السلافونية، «على حد علمي، لا أحد يعتقد اليوم أنها تحتوي أي شيء ذا قيمة لأبحاث يسوع».

### النسختين العربية والسريانية
في 1971، كشف شلومو بينيس عن نسخة عربية من القرن العاشر للشهادة مأخوذة من تأريخ أغابيوس من هيرابوليس، واكتشف شلومو كذلك نسخة سريانية من القرن الثاني عشر من الشهادة في تأريخ ميخائيل السرياني. عبدت هذه المصادر المخطوطية الإضافية للشهادة طرقًا إضافية لتقييم ذكر يوسيفوس ليسوع في العاديات، بصورة أساسية من خلال مقارنة نصية مقاربة بين النسخ العربية والسريانية واليونانية للشهادة.
ثمة اختلافات دقيقة لكنها أساسية بين المخطوطات اليونانية وهذه النصوص. على سبيل المثال، النسخة العربية لا تلوم اليهود على موت المسيح. العبارة الرئيسة: «بناء على اقتراح الرجال المسؤولين بيننا» تقول بدلًا من ذلك «حكم عليك بيلاطس بالصلب». بدلًا من «كان المسيح»، تقول النسخة السريانية، «كان يُعتقد أنه المسيح». اعتمادًا على هذه الاختلافات النصية، اقترح الباحثون أن هذه النسخ من الشهادة تعكس على نحو أوثق ما قد يكتبه يهودي غير مسيحي.

#### اعتماد مُحتمل على يوسابيوس القيصري
لكن في 2008، نشرت أليس ويلي مقالًا يجادل بأن نسخ أغابيوس وميخائيل من الشهادة ليست شهودًا مستقلين على النص الأصلي لعاديات يوسيفوس. بدلًا من ذلك، كلاهما مستمد في النهاية من الترجمة السريانية لتاريخ الكنيسة الذي كتبه يوسابيوس، والذي يقتبس بدوره الشهادة. تلاحظ ويلي أن شهادة ميخائيل السرياني تشترك في عدة خيارات غريبة من المفردات مع النسخة الموجودة في الترجمة السريانية لتاريخ الكنيسة. هذه الكلمات والعبارات لا تشاركها ترجمة سريانية مستقلة للشهادة المأخوذة من كتاب يوسابيوس ثيوفانيا، ما يشير بقوة إلى أن نص أغابيوس مجرد اقتباس أُعيدت صياغته من تاريخ الكنيسة السرياني، وليس اقتباسًا مباشرًا ليوسيفوس نفسه. في المقابل، استنتجت أن نص ميخائيل أقرب بكثير إلى ما كتبه يوسيفوس بالفعل.